# Breda-SAFAT
La Breda-SAFAT fue una ametralladora italiana diseñada por la empresa del mismo nombre (Breda Meccanica Bresciana - Società Anonima Fabbrica Armi Torino), que produjo una gama de ametralladoras y cañones automáticos para aviones. Basada en la Browning M1919, esta ametralladora fue calibrada para municiones locales de 7,70 mm y 12,7 mm, principalmente balas trazadoras de 7,70 mm y balas trazadoras incendiarias explosivas (cargadas con 0,8 g de PETN) o antiblindaje de 12,7 mm.

## Diseño y desarrollo

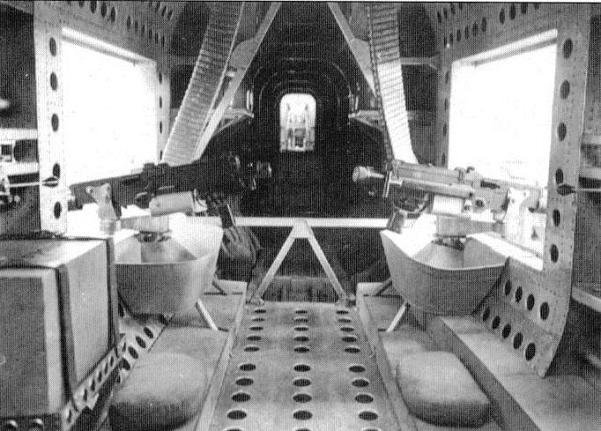
Ametralladoras Breda-SAFAT de 12,7 mm en los apostaderos laterales de un FIAT R.S.14.

Durante la década de 1930, tanto a Breda y SAFAT (una división de FIAT) se les asignó la tarea de producir diseños para una nueva gama de ametralladoras que se emplearían a bordo de los aviones de la Regia Aeronautica, teniendo preferencia la oferta de Breda. FIAT contestó la decisión, pero perdió y tuvo que vender la SAFAT a Breda para formar la Breda-SAFAT.
A pesar de la finalidad de producir una ametralladora aérea igual o superior a otras armas similares, el empleo de cartuchos con baja capacidad de carga propulsora dio como resultado una menor velocidad de boca que otras armas de iguales calibres. Otros defectos inlcuían un gran peso y modestas cadencias de disparo, así como la ineficacia de la bala trazadora incendiaria explosiva.
Sin embargo, a pesar de estas limitaciones, la Breda-SAFAT era generalmente alabada por los pilotos y armeros italianos, los primeros por su largo alcance y poder de impacto aparentemente bueno, y los segundos por su fiabilidad.
Por lo tanto, a Italia le faltaban ametralladoras que fuesen ligeras, tuviesen una gran cadencia de disparo, una buena velocidad de boca, una bala con peso adecuado y fiables, mientras que los soviéticos, alemanes, estadounidenses y japoneses tenían la Berezin, la MG 131, la Browning M2 y la Ho-103. Hacia el fin de la guerra, los aviones italianos empezaron a adoptar el cañón automático alemán MG 151/20 de 20 mm para estar a la par con los cazas Aliados en lo que a poder de disparo respecta, con tres MG 151/20 montados en los Macchi M.C.205, Fiat G.55 y Reggiane Re.2005, además de dos Breda-SAFAT de 7,70 mm montadas sobre el capó del motor.
Las ametralladoras Breda-SAFAT, aunque adecuadas al momento de su diseño en 1935, fueron sobrepasadas por los estándares de 1940, con cazas italianos tales como los Fiat C.R.42, Fiat G.50, Macchi M.C.200, Macchi M.C.202 y Reggiane Re.2000 que aún estaban armados solamente con dos ametralladoras Breda-SAFAT de 12,7 mm y a veces con dos ametralladoras Breda-SAFAT de 7,70 mm adicionales. A pesar de sus desventajas, miles de ametralladoras Breda-SAFAT fueron construidas en las décadas de 1930 y 1940, armando a casi cada caza y bombardero italiano de aquel periodo. Varias de estas armas también fueron adaptadas para la defensa antiaérea, quedando en servicio hasta la década de 1970 como armas de reserva; incluso si todos los aviones a los cuales equiparon habían sido retirados de servicio para aquel entonces.     

## Aviones armados con la Breda-SAFAT

### Cazas
- Fiat C.R.32
- Fiat C.R.42
- Fiat G.50
- Fiat G.55
- Macchi M.C.200
- Macchi M.C.202
- Macchi M.C.205
- Reggiane Re.2000
- Reggiane Re.2002
- Reggiane Re.2005

### Bombarderos
- Caproni Ca.133
- Caproni Ca.309
- Caproni Ca.310
- Caproni Ca.311
- Fiat BR.20
- Piaggio P.108
- Savoia-Marchetti S.M.79

### Multirol
- Breda Ba.64
- Breda Ba.65